# Moderner Fünfkampf

Logo Moderner Fünfkampf ab 2024

Logo Moderner Fünfkampf bis 2024

Moderner Fünfkampf (oder Pentathlon) ist eine Vielseitigkeitssportart, die fünf verschiedene Einzeldisziplinen in Form eines Mehrkampfs kombiniert. 
Die Disziplinen sind:
- Laserpistolenschießen
- Degenfechten
- Schwimmen
- Springreiten (bis Olympia 2024), Hindernisparcours (ab 2024)
- Laufen

Seit 2009 sind Schießen und Laufen als Laser-Run zusammengefasst. Das Springreiten wird nach Olympia 2024 durch den Hindernisparcours (Obstacle Racing) ersetzt.
Ins Leben gerufen wurde die Sportart von Pierre de Coubertin, dem Initiator der Olympischen Spiele der Neuzeit. Ziel dieser Sportart sollte der ideale Athlet sein. Bis zum Zweiten Weltkrieg wurde Moderner Fünfkampf größtenteils von Angehörigen von Militär und Polizei betrieben.
Im Gegensatz zum Triathlon werden beim Fünfkampf-Wettbewerb die fünf Disziplinen nicht unmittelbar nacheinander ausgeführt, sondern wie bei den leichtathletischen Mehrkämpfen einzeln. Die erzielten Leistungen werden in Punkte umgerechnet und diese addiert.
Das Besondere am Modernen Fünfkampf sind die sehr unterschiedlichen Anforderungen an den Sportler in den unterschiedlichen Einzeldisziplinen. Sind bei den organischen Disziplinen Laufen und Schwimmen Kraft und Ausdauer gefragt, kommt es bei den technischen Disziplinen Schießen und Fechten auf Konzentrationsfähigkeit und geistige Ruhe sowie auf schnelles Reaktionsvermögen an. Die Disziplin Reiten hingegen erfordert einen ausgeprägten Gleichgewichtssinn, Einfühlungsvermögen und Feingefühl im Umgang mit dem Partner Pferd. Auch in der neuen Disziplin Hindernisparcours ist das Gleichgewicht neben präziser Technikausführung ein entscheidender Faktor. Der Trainingsaufwand für diese Sportart ist dementsprechend hoch.
Dachverband der Sportart ist die Union Internationale de Pentathlon Moderne (UIPM), die 1948 gegründet wurde. Leistungszentren befinden sich in Deutschland in Berlin, Potsdam, Nürnberg, Neuss und Bonn.

## Wettbewerbe
Im Rahmen der Sportart Moderner Fünfkampf und dessen Verbände werden verschiedene Wettbewerbe ausgetragen. Die verschiedenen Wettbewerbe kombinieren dabei unterschiedlich viele der 5 Teildisziplinen. Insbesondere die Wettbewerbe mit nur 2 Teildisziplinen Laser-Run und Biathle sollen den Einstieg in die komplexeren Mehrkämpfe für Kinder und interessierte Erwachsene ermöglichen.
Aktuell werden 7 Wettbewerbe unterschieden: Fünfkampf, Vierkampf, Tetrathlon, Dreikampf, Triathle, Biathle und Laser-Run. Der Weltverband plant jedoch weitere Kombinationen (siehe Sportpyramide).

### Fünfkampf
Der Fünfkampf im Modernen Fünfkampf ist der einzige olympische Wettbewerb. Er kombiniert alle 5 aktuellen Teildisziplinen.

#### Geschichte

##### Moderner Fünfkampf als olympischer Sommerwettbewerb

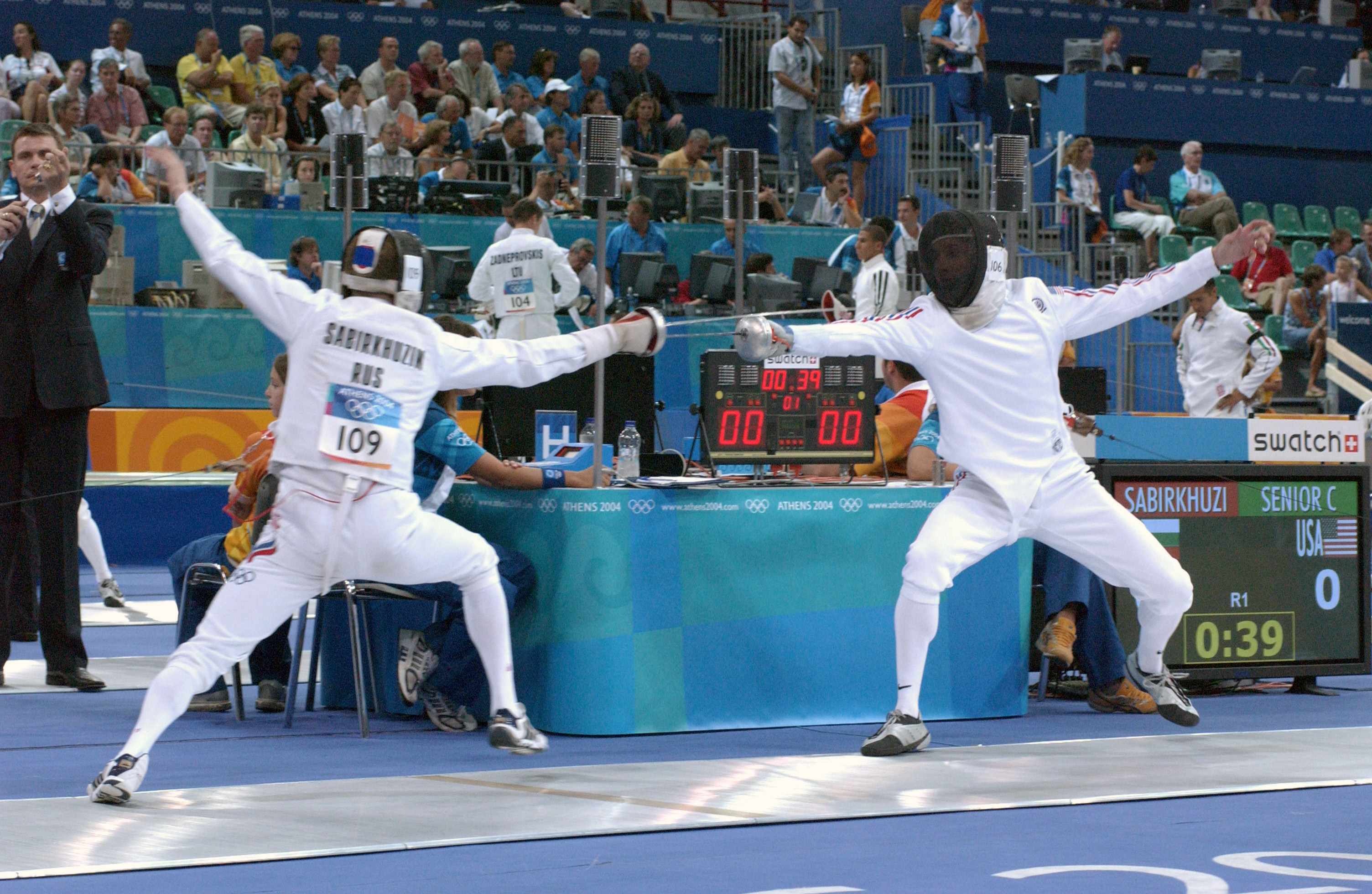
Fechten, Athen 2004

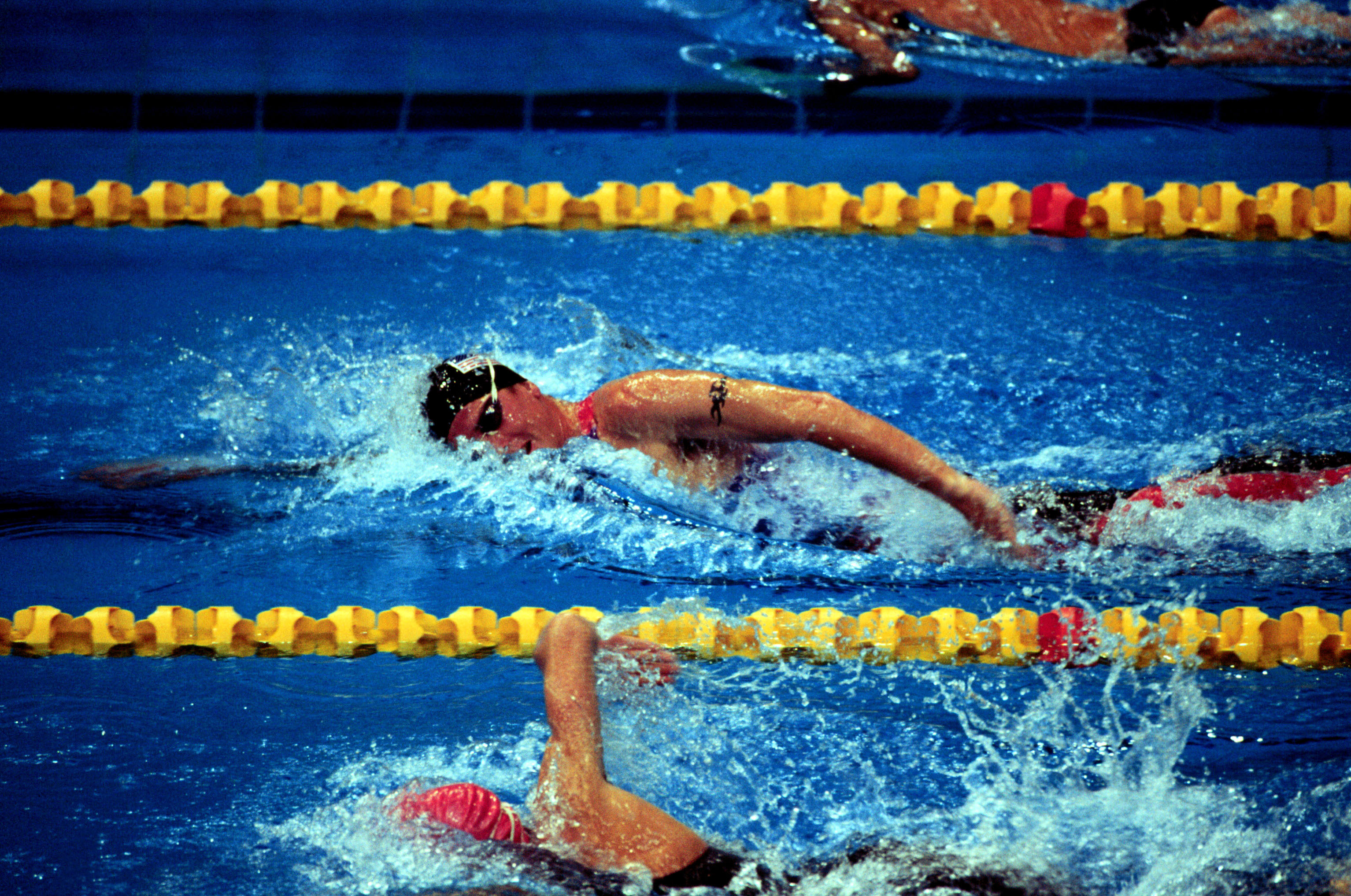
200 m Freistil, Sydney 2000

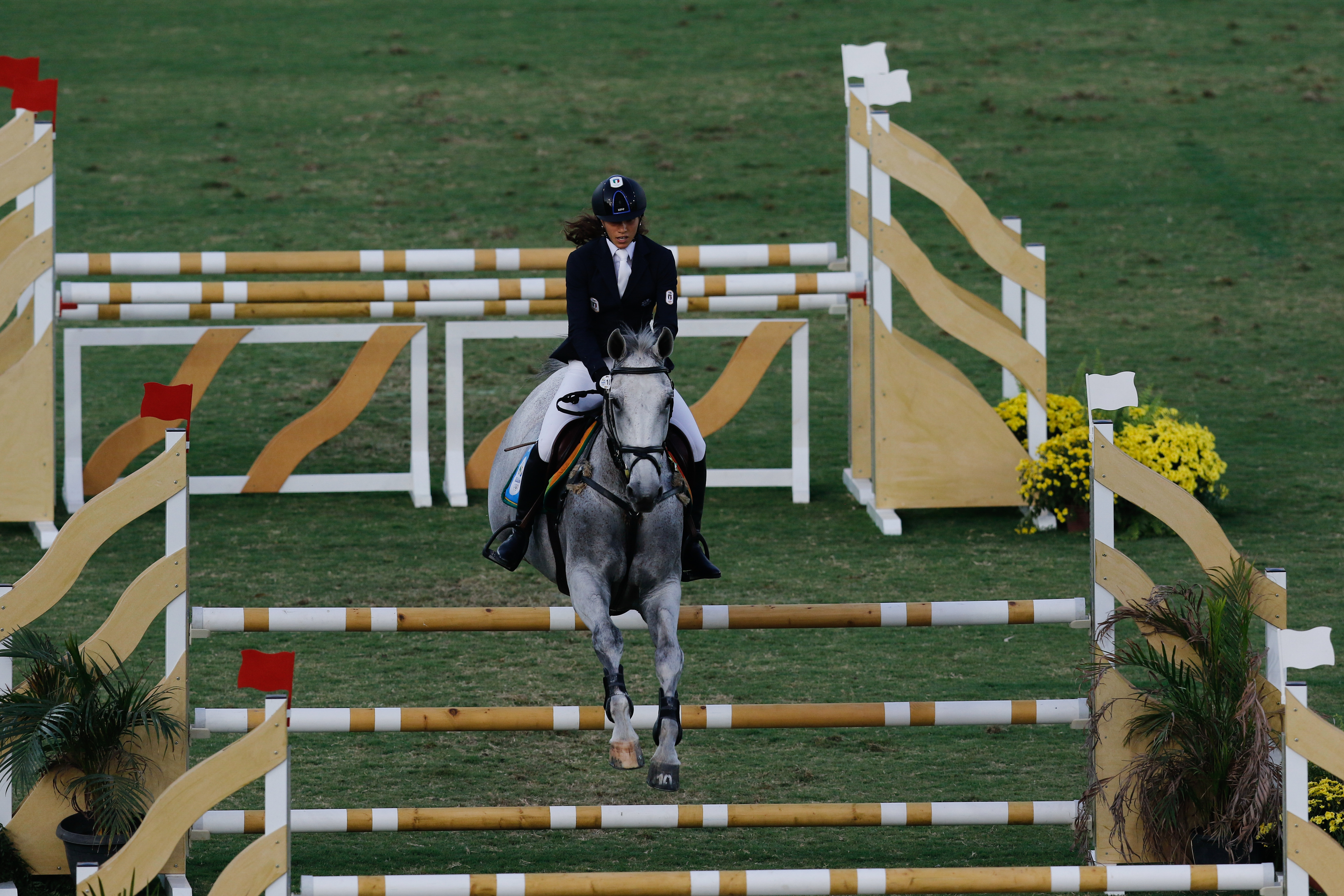
Springreiten, Rio 2016

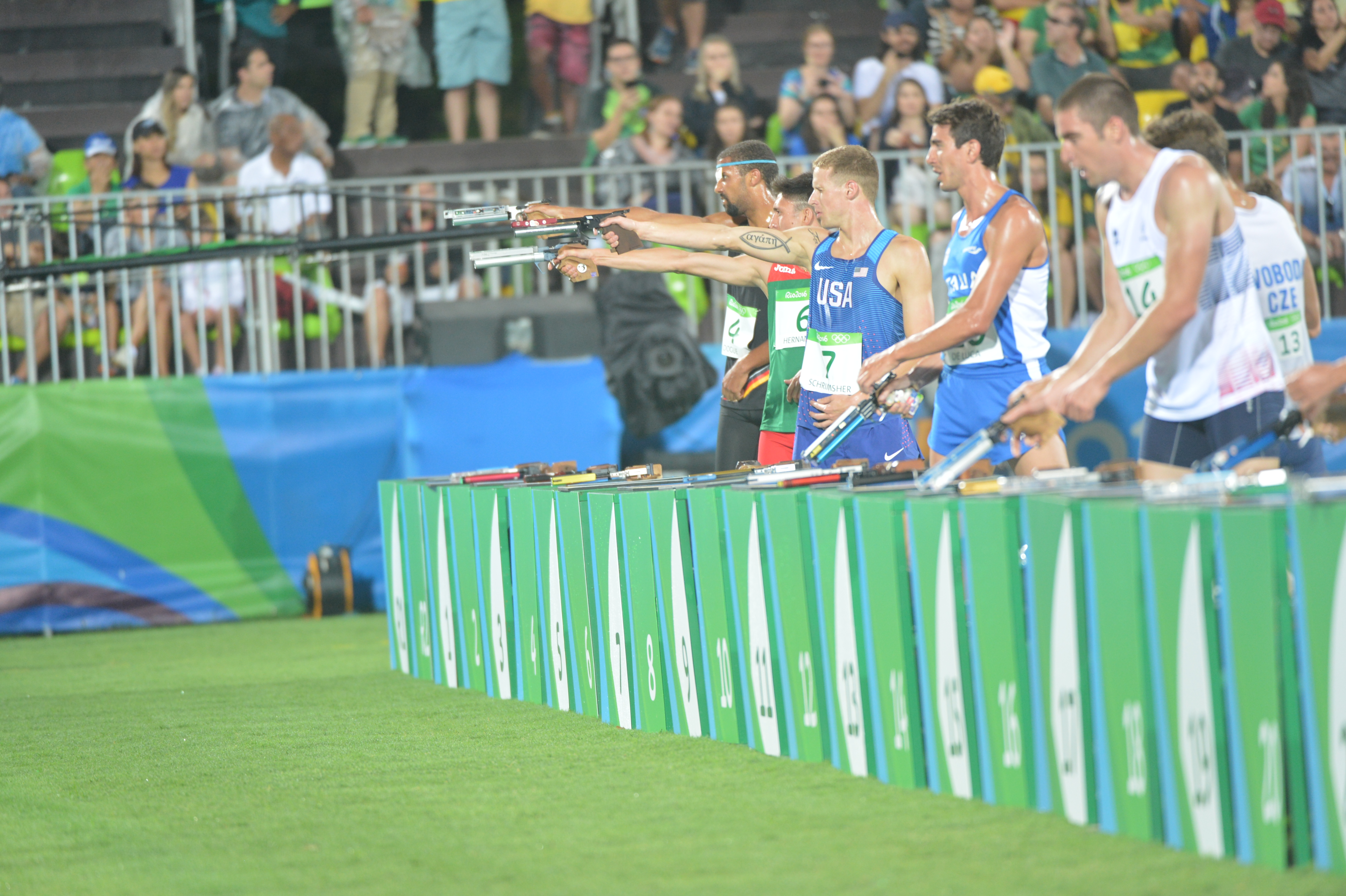
Schießen, Rio 2016

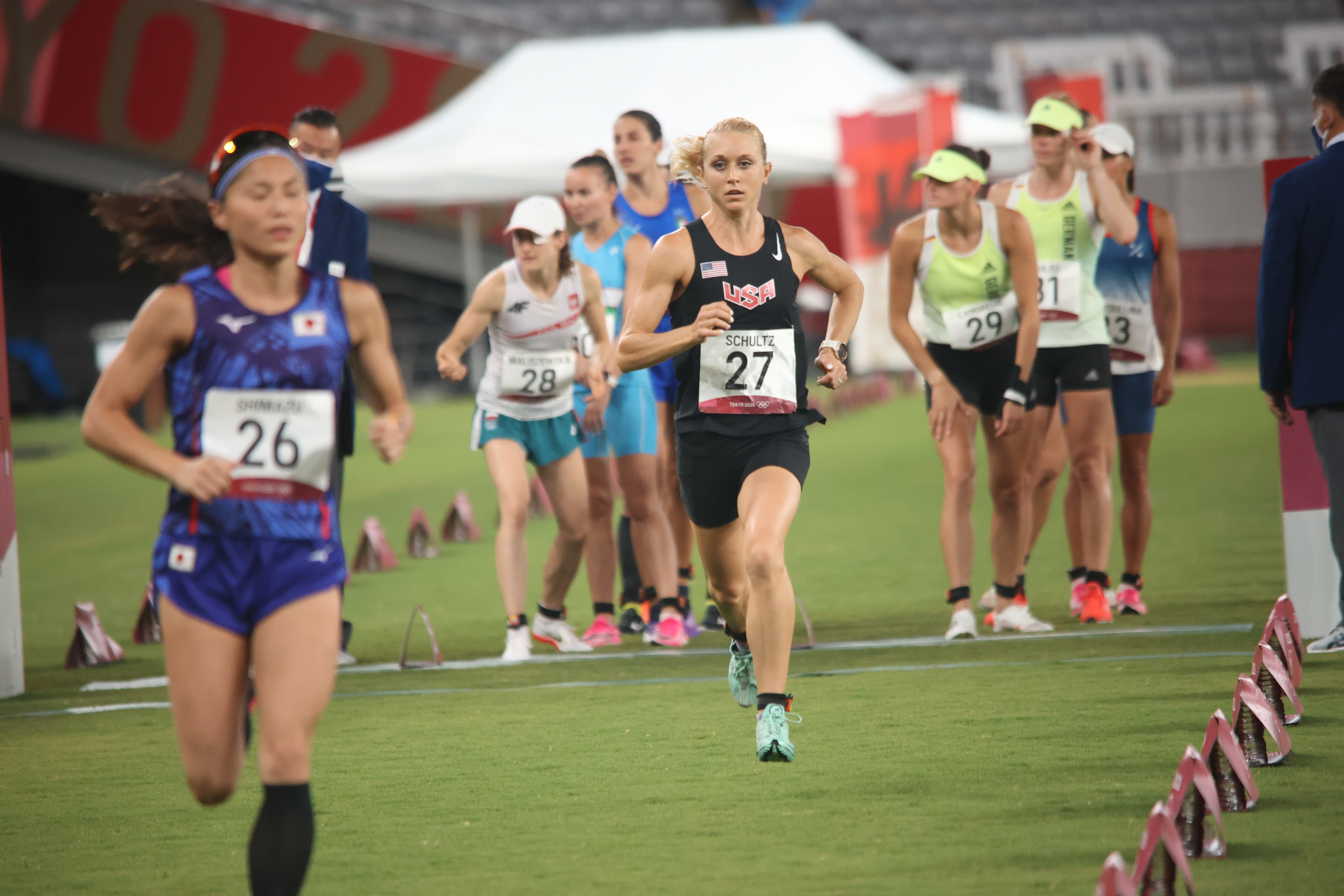
Querfeldeinlauf, Tokyo 2021

Der Moderne Fünfkampf wurde speziell als olympischer Wettbewerb entwickelt und erstmals während der Sommerspiele 1912 in Stockholm ausgetragen. Pierre de Coubertin initiierte ihn als moderne Form des antiken Pentathlon, der sich aus den vier Leichtathletikwettbewerben Diskuswurf, Weitsprung, Speerwurf, Stadionlauf und einem Ringkampf zusammensetzte. Er wollte die „Kavaliersportarten“ Reiten, Fechten, Schießen mit den Volkssportarten Schwimmen und Laufen und damit unterschiedliche Gesellschaftsschichten miteinander verbinden sowie einer einseitigen sportlichen Spezialisierung entgegenwirken. Coubertin wird dabei mit einer militärischen Legende zitiert:

„Einem Meldereiter wird im feindlichen Gelände sein Pferd getötet, er verteidigt sich zunächst mit dem Degen, bahnt sich dann den weiteren Weg mit der Pistole, muss durch einen Fluß schwimmen und legt die letzte Strecke bis zum Ziel querfeldein laufend zurück.“

Daneben bezog sich der Organisator der Spiele von 1912 Victor Balck auf eine Tradition des militärischen Mehrkampfes in Schweden, als er selbst die Urheberschaft beanspruchte.
Von 1912 bis 1984 wurde ein Geländeritt veranstaltet, dessen Länge bis 1968 5 km betrug; das entsprach einer Dauer von ca. 10 Minuten. 1972 wurde die Entfernung auf 1 km verkürzt. Ab 1988 fand der pferdesportliche Wettkampf als Springreiten statt.
Da das IOC seit 1914 für alle Sportarten, die noch über keinen eigenen internationalen Fachverband verfügten, ein eigenes Komitee aus IOC-Mitgliedern berief, gab es internationale Meisterschaften lange nur im Rahmen Olympischer Spiele. Das änderte sich mit der Gründung der Dachorganisation Union Internationale de Pentathlon Moderne (UIPM) 1948. Seit 1949 finden in nichtolympischen Jahren, seit 1984 jährlich Weltmeisterschaften statt. Seit 1987 stehen auch Europameisterschaften auf dem jährlichen Wettkampfkalender. Auf Grund der jahrelangen Bemühungen des Präsidenten des Deutschen Verbands für Modernen Fünfkampf, Wilhelm Henze, nahmen bei den Weltmeisterschaften 1977 in San Antonio erstmals auch Frauen teil, allerdings in einem Testwettkampf außerhalb der offiziellen Wertung. 1981 fanden in London die ersten offiziellen Weltmeisterschaften für Frauen statt.
Bei den Olympischen Sommerspielen 1952 in Helsinki wurde erstmals auch eine Mannschaftswertung durchgeführt. Für diese wurden letztmals bei den Olympischen Sommerspielen 1992 in Barcelona Medaillen verliehen.
Dauerte der Wettkampf anfangs vier oder fünf oder sechs Tage, gelegentlich mit einem Pausentag, werden seit Atlanta 1996 alle fünf Disziplinen an einem Tag durchgeführt. Seit Sydney 2000 starten Frauen auch im olympischen Wettbewerb.
Bereits mehrfach war der Fortbestand des Modernen Fünfkampfs als olympische Sportart gefährdet. 1994 plante die Programm-Kommission des IOC die Streichung aus dem olympischen Programm ab den Spielen 2000, der Antrag wurde jedoch von der IOC-Vollversammlung abgelehnt. 2002 schlug IOC-Präsident Jacques Rogge erneut die Abschaffung der Fünfkampfwettbewerbe für 2008 vor, da der hohe Aufwand für die Wettkampfstätten in ungünstigem Verhältnis zum relativ geringen öffentlichen Interesse an dieser Sportart stehe. Die IOC-Session entschied am 29. November 2002 allerdings für einen Verbleib im Programm. Um die Attraktivität des Fünfkampfs zu steigern, wurde auf dem UIPM-Kongress in Kyoto 2006 eine Änderung der Disziplinenfolge beschlossen. Seit 2009 werden die Disziplinen Schießen und Laufen zum so genannten „Combined“ zusammengefasst, das in einigen Teilen dem Sommerbiathlon ähnelt. Ein Jahr später ersetzten Laserwaffen die bis dahin verwendeten Luftpistolen: Auf dem Kongress des Weltverbandes in Riga im Jahr 2010 wurde die Einführung von Laserpistolen in allen Wettkämpfen des Modernen Fünfkampfs entschieden. 2012 in London kam dieses Reglement erstmals bei Olympischen Spielen zur Anwendung. Auch infolge dieser Bestrebungen gehört der Moderne Fünfkampf zu den 25 Kernsportarten, die das IOC in das Programm der Olympischen Sommerspiele 2016 aufgenommen hat.
Bei den Olympischen Spielen 2016 in Rio de Janeiro fanden alle Einzeldisziplinen im Deodoro Sports Complex und damit erstmals in fußläufiger Entfernung voneinander statt. Zudem wurde die relativ zeitaufwendige Platzierungsrunde im Fechten im Vorfeld des Finals ausgetragen. Dafür fand am eigentlichen Wettkampftag eine Fecht-Bonusrunde in Form eines K.-o.-Systems statt. Mit diesem neuen Konzept sollte der Moderne Fünfkampf noch einmal zuschauerfreundlicher gestaltet und die Dauer des Wettkampfs weiter reduziert werden.
Für die Olympischen Sommerspiele 2024 in Paris ist ein kompakteres Format für den Modernen Fünfkampf geplant: Alle Wettbewerbe werden innerhalb von 90 Minuten an einem Ort abgehalten. In zwei Halbfinals wird das Teilnehmerfeld vor dem Finale von 36 auf 18 Teilnehmer reduziert. Dieses Format wurde bei Veranstaltungen im Jahr 2020 erprobt und dem IOC zur Entscheidung vorgelegt. Der Vorschlag einer gemischten Staffel wurde indes abgelehnt.

##### Winter-Pentathlon
Bei den Olympischen Winterspielen 1948 wurde als winterliche Entsprechung zum Modernen Fünfkampf einmalig auch ein Winter-Pentathlon als Demonstrationssportart ausgetragen. Der Wettbewerb umfasst 10 km Skilanglauf, Pistolenschießen mit 4 × 5 Schuss auf 25 m, Abfahrtslauf, Degenfechten und einen Geländeritt im Schnee. Das IOC entschied sich aber, den Biathlon als winterlichen Mehrkampf als olympischen Wettbewerb zu etablieren. Die Union Internationale de Pentathlon Moderne fungierte bis 1993 als internationaler Biathlon-Dachverband, und erst 1998 löste sich die Internationale Biathlon-Union auch formell vom Dachverband des Modernen Fünfkampfs.

#### Einzelwettbewerb
Die Reihenfolge der Disziplinen im Finale der höchstrangigen Wettkämpfe ist Fechten (am Vortag), Reiten, Fechten (Bonusrunde), Schwimmen und Laser-Run (Laufen/Schießen). Die Leistungen in den einzelnen Disziplinen werden entsprechend den Wettkampfregeln in Punktzahlen übertragen. Die Athleten beginnen den finalen Laser-Run nach ihren bisher im Wettbewerb gesammelten Punkten als Handicap-Start.
- Degenfechten: In der Platzierungsrunde (englisch Ranking Round) ficht jeder gegen jeden („Round Robin System“); ein Treffer genügt zum Sieg innerhalb einer Minute, sonst Doppelniederlage. 70 Prozent der erreichbaren Siege ergeben 250 Punkte. Die Punktzahl für jeden Sieg mehr oder weniger ist in einer Tabelle festgelegt (bei 36 Teilnehmern, wie bei Olympischen Spielen üblich, sind dies ±5 Punkte pro Sieg oder Niederlage). Seit 2015 wird eine zusätzliche Bonusrunde nach dem sogenannten Leiter-System durchgeführt. Hierbei tritt der Letztplatzierte nach der Platzierungsrunde gegen den Vorletzten an. Der Sieger erhält zwei Bonuspunkte und tritt danach gegen den Drittletzten an. Dieses Leiter-System wird bis zum führenden Athleten der Platzierungsrunde fortgeführt. Der jeweils siegreiche Athlet bleibt stets auf der Fechtbahn. Gewinnt der bestplatzierte Athlet seinen (einzigen) Kampf, erhält er vier Bonuspunkte.
- Schwimmen: 200 m Freistilschwimmen. Eine Zeit von 2:30 Min. ergibt 250 Punkte. Jede Sekunde darunter oder darüber bedeutet zwei Punkte mehr oder weniger. Bis zu den Weltmeisterschaften 1997 in Sofia betrug die Wettkampfdistanz 300 m Freistil.[15]
- Springreiten: Durchreiten eines 350 bis 400 m langen Parcours mit 10 Hindernissen. Dabei werden die Pferde vom Veranstalter gestellt und den Athleten 20 Minuten vor dem Wettkampf zugelost. Ein fehlerfreier Ritt ergibt die Maximalpunktzahl von 300 Punkten. Pro Abwurf werden jeweils sieben, pro Verweigerung oder Sturz werden jeweils 10 Punkte abgezogen. Sobald drei Verweigerungen oder ein Sturz vom Pferd geschehen, erhält er 0 Punkte („Elimination“).[16]
- Laser-Run (3-km-Laufen/Laserpistolenschießen): Seit 2009 wird das Schießen zusammen mit dem Laufen als Kombinationsdisziplin (Laser-Run) ausgetragen. Als letzte der fünf Disziplinen wird mit Handicap-Start gestartet, der Vorsprung wird anhand der Punkte umgerechnet (1 Punkt = 1 Sekunde). Wer als erster die Ziellinie passiert, ist der Sieger des Modernen Fünfkampfes. Ursprünglich schossen die Athleten mit der Luftpistole auf biathlonähnliche Klappscheiben oder ein elektronisches Ziel mit einem Durchmesser von 59,5 Millimetern in einer Entfernung von 10 Metern. Anlässlich des Worldcups in Rancho Mirage, Kalifornien, USA (im Februar 2011) wurde erstmals bei einem großen internationalen Wettkampf mit Laserpistolen geschossen.[17] Es werden vier Serien geschossen. Seit 2022 befinden sich diese Serien bei 600 m, 1200 m, 1800 m und 2400 m des Laufs. Eine Serie ist beendet, sobald der Athlet entweder fünf Treffer erzielt hat oder, falls er diese nicht erzielt hat, 50 Sekunden verstrichen sind (bis zur Wettkampfsaison 2012 waren es 70 Sekunden); dann darf der Lauf fortgesetzt werden. Eine Zeit von 13:20 Minuten ergibt hier 500 Punkte. Jede Sekunde darüber oder darunter ergibt einen Punkt mehr oder weniger.[18]

Die Disziplinen des Modernen Fünfkampfes wurden immer wieder modifiziert. Bei den Olympischen Sommerspielen 1988 wurde der ursprüngliche Geländeritt durch Springreiten ersetzt. Die Distanzen von Schwimmen und Laufen wurden verkürzt: Schwimmen von 300 m auf 200 m. Der Querfeldeinlauf betrug zunächst 4000 m, wurde dann auf 3000 m verringert und wird seit 2009 als Laser-Run mit abwechselndem Schießen und Laufen durchgeführt.
In der Anfangszeit des Modernen Fünfkampfs wurde mit Militärpistolen oder -revolvern, später dann mit Sportpistolen bzw. der olympischen Schnellfeuerpistole im Kaliber .22 kurz auf bewegliche Scheiben geschossen (Duell-Modus; 4 × 5 Schüsse, letztmals zu den Olympischen Sommerspielen 1988 in Seoul). Bis zu den Olympischen Sommerspielen 2008 in Peking wurde dann mit einer 4,5 mm Luftpistole in stehender Position auf ein 10 m entferntes statisches Ziel geschossen (Luftpistolenscheibe ISSF 17 × 17 cm; Spiegel 59,5 mm). Jeder Konkurrent gab 20 Schüsse ab und hatte ein Zeitlimit von 40 Sekunden pro Schuss. Bis 2009 wurden Laufen (3-km-Querfeldeinlauf) und Schießen getrennt voneinander ausgetragen.

##### Qualifikationsmodus (Olympia)
Nachdem zu den Olympischen Spielen 1992 in Barcelona die Anzahl der Teilnehmer auf 66 angewachsen war und dies vor allem in den Einzeldisziplinen Reiten und Fechten große organisatorische Schwierigkeiten mit sich gebracht hatte, wurden für die Olympischen Spiele in Atlanta 1996 einige grundlegende Änderungen vorgenommen: die Teilnehmerzahl wurde auf 32 begrenzt, der gesamte Wettbewerb wurde in ein Tagesprogramm gepresst und der Mannschaftswettbewerb wurde aus dem olympischen Programm genommen. Seit Peking 2008 werden je 36 Teilnehmer zu Olympischen Spielen zugelassen.
Bei Weltmeisterschaften und anderen großen internationalen Wettkämpfen erfolgt die Qualifikation am Ort der jeweiligen Austragung. Jeder nationale Verband hat das Recht, drei bis vier Teilnehmer zu melden. Die Gesamtteilnehmerzahl sollte je 108 bei den Frauen und bei den Männern nicht überschreiten. Die Qualifikation erfolgt in Form eines eigenen Wettkampfes in zwei oder drei Gruppen, jedoch ohne Reiten. Für das Finale (mit Reiten) qualifizieren sich je 36 Teilnehmer: bei zwei Qualifikationsgruppen die Top 12 jeder Gruppe plus die 12 Punktbesten; bei drei Qualifikationsgruppen die Top 8 jeder Gruppe plus die 12 Punktbesten.

#### Staffelwettbewerb
Staffelwettbewerbe (auch: Relay) im Modernen Fünfkampf hatten ihre Premiere als Testwettbewerb bei den Europameisterschaften 1987 in West-Berlin und wurden bei den Weltmeisterschaften 1989 in Budapest erstmals offiziell ausgetragen. Wegen des größeren organisatorischen Aufwandes werden sie in der Regel nur bei Welt- und kontinentalen Meisterschaften, den Olympischen Jugend-Sommerspielen und bei großen internationalen Wettkämpfen durchgeführt. Der Staffelwettbewerb wird getrennt für Frauen und Männer als 2er-Staffel ausgetragen. Seit den Olympischen Jugend-Sommerspielen 2010 in Singapur und den nachfolgenden Weltmeisterschaften der Senioren 2010 in Moskau wird auch eine Mixed-Staffel aus je zwei Teilnehmern beiderlei Geschlechts ausgetragen. Die Staffelwettbewerbe werden in der Regel als separate 1-Tages-Wettkämpfe zu Beginn großer Wettbewerbe ausgetragen. Somit wird in diesem Rahmen auch erfolgversprechenden Nachwuchsathleten eine Startchance gegeben. Bei den Staffelwettbewerben dürfen 24 Teams an den Start gehen. Der Ablauf des Wettkampfes ist wie folgt:
- Schwimmen: 2 × 100 m Freistil mit fliegendem Start. 250 Punkte für eine Zeit von 2:30 Minuten. Je Sekunde darüber oder darunter drei Punkte mehr oder weniger.
- Fechten: Gefochten wird bei der Platzierungsrunde in 2er-Teams, jedes Team gegen jedes Team. Gewertet wird die Summe aller gewonnenen Gefechte eines Teams, wobei 70 Prozent der möglichen Siege 250 Punkte ergeben. Analog dieses System und dem Reglement im Einzel findet die Bonusrunde statt.
- Reiten: hier gibt es eine Wechselzone innerhalb des Springparcours. Die Reiter eines Staffelteams starten nacheinander ohne Zeitverzögerung. Spring- und Zeitfehler jedes Teams werden addiert und von der Maximalpunktzahl von 300 Punkten abgezogen.
- Combined: Bei der Staffel werden 2 × 1600 m mit je zwei Schießeinlagen gelaufen. Eine Gesamtzeit von 13:20 Minuten für das Team ergibt 500 Punkte. Jede Sekunde darüber oder darunter ergibt einen Punkt mehr oder weniger. Da der Start nach dem Handicapprinzip erfolgt (der oder die Führende des bis dahin punktbesten Teams startet zuerst), gewinnt das Staffelteam, dessen Schlussläufer oder -läuferin zuerst das Ziel erreicht.[20]

#### Mannschaftswettbewerb
Bis einschließlich der Olympischen Spiele 1992 in Barcelona wurde eine Mannschaftswertung durchgeführt. Dies war kein separater Wettbewerb, sondern lediglich die Punktzahlen der drei zugelassenen Teilnehmer jeder teilnehmenden Nation innerhalb des Einzelwettbewerbes wurden addiert. Die punktbesten Mannschaften gewannen Gold, Silber und Bronze. Seit Atlanta 1996 gibt es diese Wertung bei Olympischen Spielen nicht mehr. Bei Weltmeisterschaften und kontinentalen Meisterschaften wird sie noch durchgeführt. Diese ist zugunsten des Staffelwettbewerbes (Relay) in den Hintergrund getreten. Bei den Weltmeisterschaften 2012 in Rom wurde die Mannschaftswertung nur noch statistisch erfasst. In der Kategorie der Masters (Wettkämpfer ab 30 Jahre und älter) wird die Mannschaftswertung bei Welt- und Europameisterschaften nach wie vor durchgeführt. Hier werden jeweils die drei Punktbesten jedes Nationenteams aus vier Teilnehmern für das Mannschaftsergebnis gewertet.

### Vierkampf
Der Vierkampf im Modernen Fünfkampf setzt sich aus den Teildisziplinen Laufen, Schießen, Schwimmen und Fechten zusammen. Er wird in der Jugend aber auch in den Masters-Altersklassen (ab 30) angeboten. Einziger Unterschied zum Fünfkampf ist, dass die Disziplin Reiten dabei nicht stattfindet.

### Tetrathlon
Der Tetrathlon im Modernen Fünfkampf setzt sich aus den Teildisziplinen Laufen, Schießen, Schwimmen und Hindernisparcours zusammen. Er soll in der Jugend angeboten werden. Dieser Wettbewerb soll durch die Kombination der vermeintlich leichter zu erlernenden Disziplinen den Einstieg in die Sportart ermöglichen.

### Dreikampf
Der Dreikampf im Modernen Fünfkampf setzt sich aus den Teildisziplinen Laufen, Schießen und Schwimmen zusammen. Er wird in der Jugend bis U15 angeboten. Das Laufen und Schießen wird bis zur U13 noch getrennt und nicht als Laser-Run absolviert.

### Triathle
Der Triathle im Modernen Fünfkampf setzt sich aus den Teildisziplinen Laufen, Schießen und Schwimmen zusammen. Er wird wie beim Triathlon in einem einzelnen Rennen mit mehreren Disziplinwechseln durchgeführt. Der Ablauf in der Hauptaltersklasse „Seniors“ ist wie folgt: 600 m Laufen – 4× (Schießen – 50 m Schwimmen – 600 m Laufen). Insgesamt werden so die gleichen Distanzen wie im Fünfkampf absolviert (3000 m Laufen und 200 m Schwimmen).

### Biathle
Der Biathle im Modernen Fünfkampf setzt sich aus den Teildisziplinen Laufen und Schwimmen zusammen. Er wird wie beim Triathlon in einem einzelnen Rennen mit mehreren Disziplinwechseln durchgeführt. Der Ablauf in der Hauptaltersklasse „Seniors“ ist wie folgt: 1600 m Laufen – 200 m Schwimmen – 1600 m Laufen. Insbesondere Wettkämpfe in diesem Wettbewerb werden wegen der Ähnlichkeit zum Aquathlon häufig auch von Triathleten besucht.

### Laser-Run
Der Laser-Run im Modernen Fünfkampf setzt sich aus den Teildisziplinen Laufen und Schießen zusammen. Er entspricht der im Fünfkampf umgesetzten Abschlussdisziplin. Die Wettbewerbe werden mangels gewerteter Vorleistungen als Massenstart durchgeführt und bieten so einen dem Biathlon ähnlichen Wettkampfverlauf.

## Bekannte Moderne Fünfkämpfer
- András Balczó (* 1938), fünffacher Weltmeister im Einzel und mit der ungarischen Mannschaft, Olympiasieger 1972
- Stephanie Cook (* 1972), Britin, erste Frau, die bei Olympischen Spielen (2000 in Sydney) eine Goldmedaille im Modernen Fünfkampf gewann
- Steffen Gebhardt (* 1981), deutscher Olympiafünfter 2008 und 2012, Vizeweltmeister Mannschaft 2003, Weltmeister mit der Staffel 2007
- Lars Hall (1927–1991), schwedischer Olympiasieger 1952 und 1956
- Gotthard Handrick (1908–1978), deutscher Olympiasieger 1936, durchbrach als erster Sportler die bis dahin rein schwedische Siegesserie
- Pawel Lednjow (1943–2010), Russe, vierfacher Einzelweltmeister und siebenfacher Medaillengewinner bei Olympischen Spielen
- Andrei Moissejew (* 1979), Olympiasieger 2004 und 2008, dreifacher Weltmeister mit der russischen Mannschaft
- Borys Onyschtschenko (* 1937), Weltmeister 1971, Olympiasieger mit der sowjetischen Mannschaft 1972, 1976 Disqualifikation wegen Manipulation seines Degens
- Lena Schöneborn (* 1986), u. a. Olympiasiegerin 2008, Europameisterin 2011 & 2014, Weltmeisterin 2015
- Eric Walther (* 1975), mehrfacher deutscher Meister, Einzelweltmeister 2003, Vizeweltmeister Mannschaft 2003, Staffelweltmeister 2002 und 2007

## Kritik an der Teildisziplin Reiten
In die Kritik geraten ist die Disziplin Springreiten, da den Teilnehmern die Pferde zugelost werden und sie nur 20 Minuten Zeit haben, sich mit dem Pferd vertraut zu machen. Hier wird das Pferd eher als Sportgerät bzw. Transportmittel statt als Partner gesehen. In Stellungnahmen anlässlich der Olympischen Sommerspiele in Tokio wurde dies benannt:

„Als Fachverband für den Pferdesport sehen wir die Reiterei im Modernen Fünfkampf kritisch. Unser Verständnis der Reiterei liegt in der Partnerschaft zwischen Mensch und Pferd und nicht darin, das Pferd als Sportgerät zu betrachten.“

„Zahlreiche erkennbare Überforderungen von Pferd-Reiter-Kombinationen sollten für den internationalen Verband dringend Anlass dafür sein, das Regelwerk zu ändern.“

Im Vorfeld der Olympischen Sommerspiele in Tokio im Sommer 2021 berichtete der Deutschlandfunk, dass bei nationalen Wettbewerben auch geliehene Pferde eingesetzt würden, die körperlich den Anforderungen nicht gewachsen oder nicht gut genug ausgebildet sind.

## Weiterentwicklung der Sportart
2017 wurde bereits einmalig ein Hindernisparcours getestet, der allerdings in den Laser Run integriert war.
Im November 2021 wurde bekannt, dass Reiten nach 2024 durch eine andere Sportart ersetzt werden soll. Vorangegangen waren Änderungspläne für den Reitwettbewerb ab 2022, die auf Grund des kürzeren Wettkampfformates notwendig wurden. Während der Olympischen Spiele in Tokio 2021 hatte der Reitversuch von Annika Schleu für Kritik gesorgt. Die Athletin war mit einem zugelosten und traumatisierten Pferd nicht zurechtgekommen, hatte Gerte und Sporen eingesetzt. Dazu kam das Verhalten der Trainerin Kim Raisner, die das Pferd daraufhin geschlagen hatte. Das Verhalten empörte auch Tierschutzorganisationen.
Aktive weisen darauf hin, dass die Athleten in die Entscheidung, Reiten durch eine andere Sportart zu ersetzen, nicht mit einbezogen wurden und dass der Verband den Schutz von Pferd und Reitern in die Bestimmungen aufnehmen könnte.
Im Mai 2022 teilte der Weltverband UIPM mit, dass Springreiten künftig durch eine „Hindernis-Disziplin“ ersetzt werde, und kündigte eine Testphase mit zwei nicht näher genannten Sportarten an, die aus 60 Vorschlägen ausgewählt worden waren. 
Auch für Paris hat die UIPM den Pferdeschutz nicht auf das Niveau angepasst, das beim Springreiten üblich ist. In nationalen und internationalen-Springprüfungen führt eine zweite Unterbrechung (Stehenbleiben, Widersetzlichkeit) zum Ausscheiden des Paars. Laut dem UIPM-Regelbuch 2023 führt dagegen erst die vierte Verweigerung zum Ausscheiden, andere Unterbrechungen nur zu Punktstrafen. Das ermöglicht weiterhin Bilder wie in Tokio, bei denen ein offensichtlich überfordertes, rückwärtsgehendes Pferd sogar noch ein weiteres Mal starten musste.
Ende Juni 2022 fand in Ankara ein Testwettkampf mit Sportlern aus 19 Nationen statt. Die Athleten hatten eine Hindernisstrecke mit neun Stationen zu überwinden.
Es wurde eine Produktionskulisse der Fernsehsendung Ninja Warrior verwendet, die UIPM schloss mit dem Fernsehsender Tokyo Broadcasting System eine Vereinbarung über die weitere Nutzung eines Ninja-Warrior-Hindernisparcours ab. Im November 2022 stimmte die UIPM mit 69 von 83 Stimmen für die Aufnahme der Hindernisdisziplin unter dem Namen „Hindernisparcours“.
Letztmals war Springreiten 2024 bei den Olympischen Spielen in Paris Disziplin des Modernen Fünfkampfes. Seitdem ist der Hindernisparcour Teil des Modernen Fünfkampfs.